# Lāvarān
Lāvarān (persiska: لاوران) är en ort i Iran.   Den ligger i provinsen Hormozgan, i den södra delen av landet, 1 000 km söder om huvudstaden Teheran. Lāvarān ligger 19 meter över havet och antalet invånare är 103.
Terrängen runt Lāvarān är platt. Runt Lāvarān är det glesbefolkat, med 11 invånare per kvadratkilometer. Närmaste större samhälle är Bandar-e Chārak, 12,8 km väster om Lāvarān. Trakten runt Lāvarān är ofruktbar med lite eller ingen växtlighet.